# Symploce munda
Symploce munda är en kackerlacksart som beskrevs av Gurney 1943. Symploce munda ingår i släktet Symploce och familjen småkackerlackor.
Artens utbredningsområde är Kuba. Inga underarter finns listade i Catalogue of Life.